# Pictures at an Exhibition
Pictures at an Exhibition (картинки з виставки) — третій альбом британського гурту Emerson, Lake & Palmer, випущений в 1971 року. Цей альбом став одним з найяскравіших взірців звернення прогресивного року до класичної спадщини. До альбому були включені рок-обробки кількох п'єс відомої сюїти Модеста Мусоргського «Картинки з виставки», доповнені рядом власних композицій. 
Альбом був записаний наживо під час концерту, а 2001 був перевиданий із включенням студійних версій обробок Мусоргського. 

## Список композицій

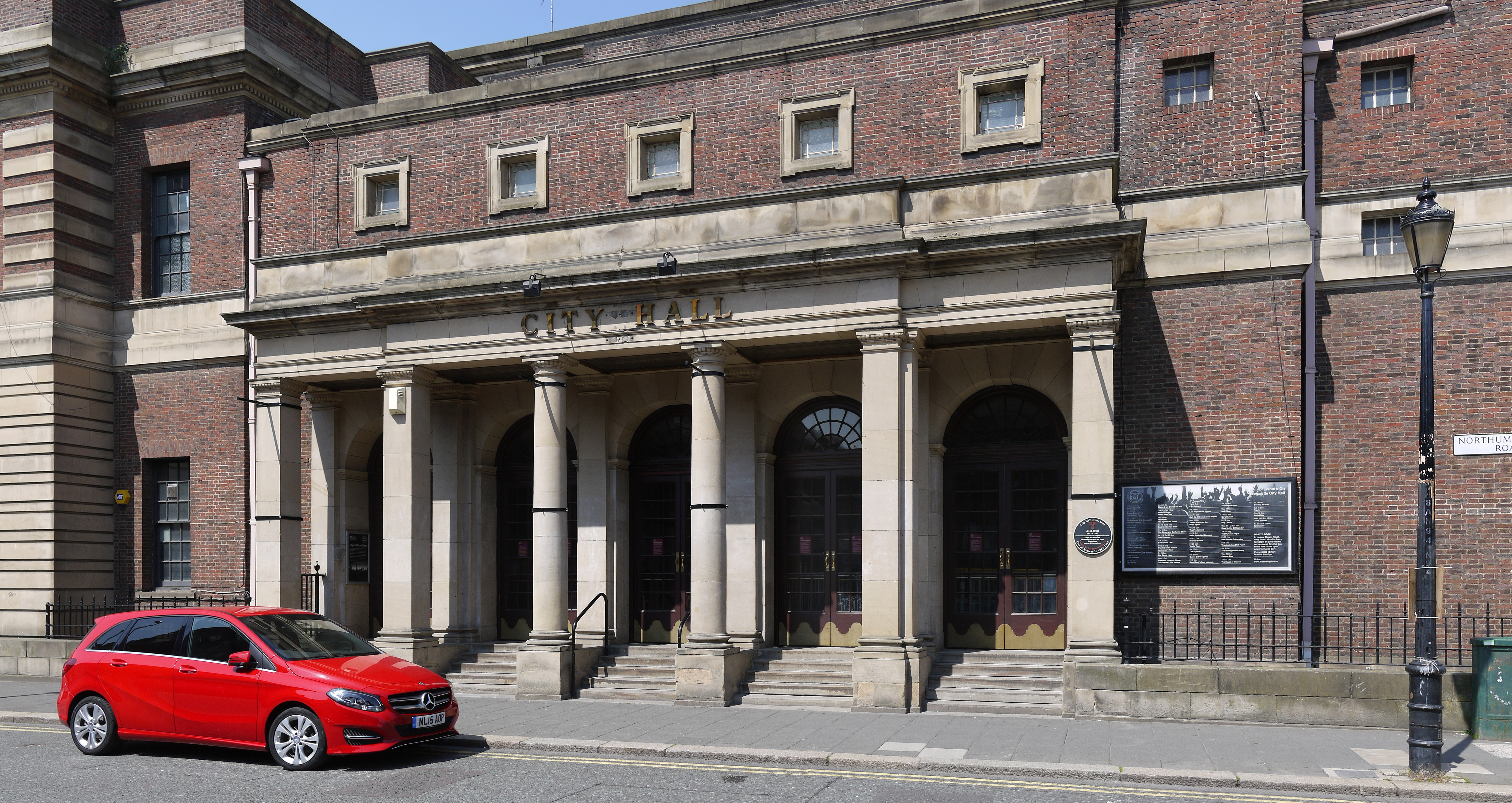
Мерія Ньюкасла, місце живого запису

1. «Promenade» (Мусоргський — Емерсон) — 1:58
2. «The Gnome» (Мусоргський — Палмер) — 4:18
3. «Promenade» (Мусоргський — Лейк) — 1:23
4. «The Sage» (Лейк) — 4:42
5. «The Old Castle» (Мусоргський — Емерсон) — 2:33
6. «Blues Variation» (Емерсон, Лейк, Палмер) — 4:22
7. «Promenade» (Мусоргський) — 1:29
8. «The Hut of Baba Yaga» (Мусоргський) — 1:12
9. «The Curse of Baba Yaga» (Емерсон, Лейк, Палмер) — 4:10
10. «The Hut of Baba Yaga» (Мусоргський) — 1:06
11. «The Great Gates of Kiev / The End» (Мусоргський — Лейк) — 6:37
12. «Nutrocker» (Чайковський — Фаулі) — 4:26
13. «Pictures at an Exhibition» (студійна версія), видана 2001 року — 15:28
  1. «Promenade»
  2. «The Gnome»
  3. «Promenade»
  4. «The Sage»
  5. «The Hut of Baba Yaga»
  6. «The Great Gates of Kiev»